# Anmer

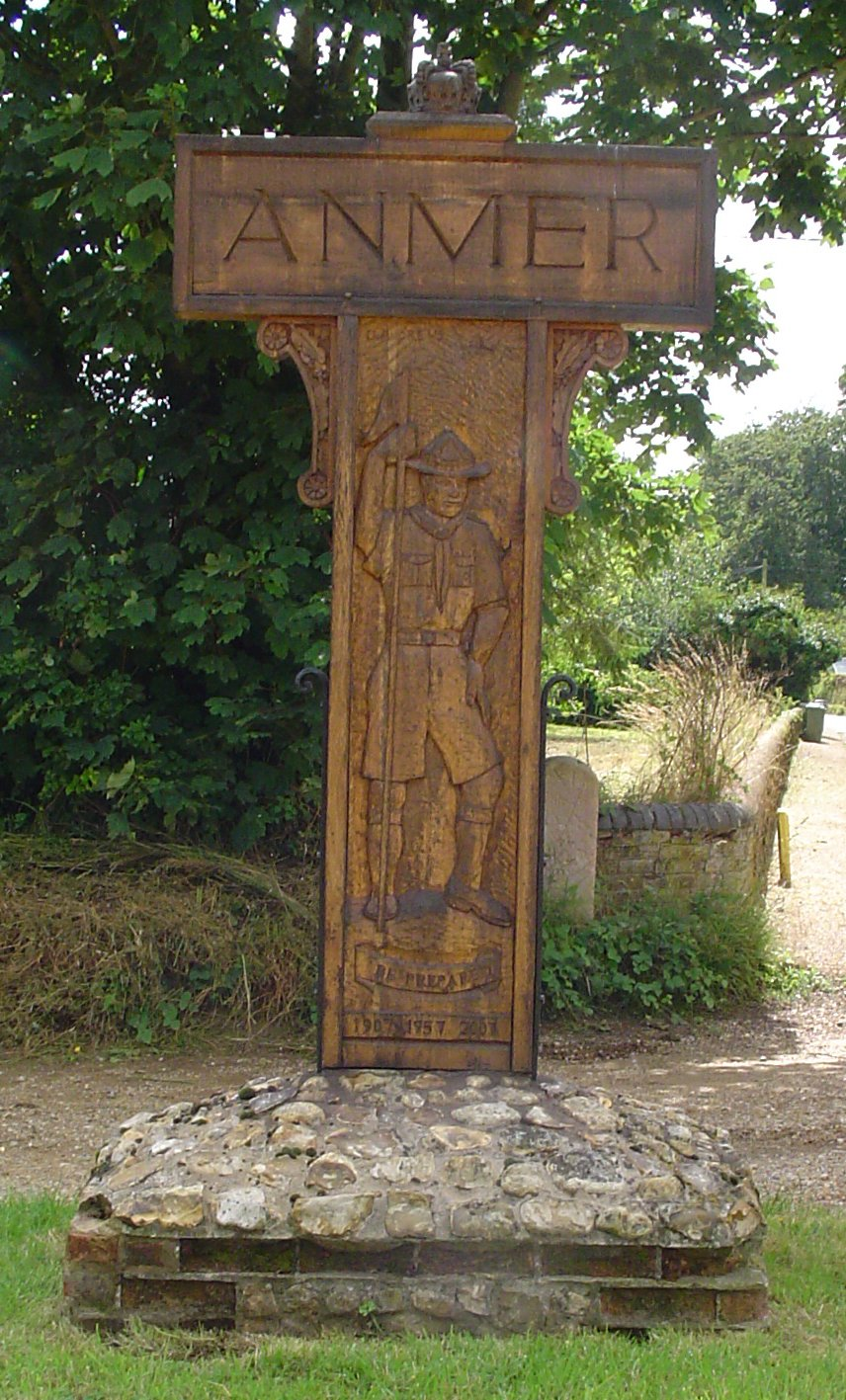
"Anmer" Señal de pueblo

Anmer es un pequeño pueblo inglés situado aproximadamente a 19 km al Noreste de la ciudad de King Lynn y a 55 km del Noroeste de la ciudad de Norwich.
El nombre "Anmer" tiene un primer testimonio en el Libro Domesday de 1086, donde aparece el nombre de Anemere. Este nombre deriva del Inglés antiguo 'aened-mero', cuya traducción es 'el pato mero o lago'. Anmer Hall, la residencia anterior de los Duque de Kent se encuentra en el pueblo, Comunica con el cercano Sandringham House, propiedad en una recta y larga carretera conocida como ‘La Avenida'. En 2014 Anmer Hall sufrió una costosa y compleja renovación por un valor de 1,5 millones de libras esterlinas para ser el regalo de bodas al Príncipe Guillermo de Cambridge y Catalina de Cambridge.
" Anmer " era el nombre del caballo del rey George V del Reino Unido con el que atropelló a la sufragista Emily Davison en el año 1913 durante el Derby de Epsom.
La parroquia civil tiene un área de 5.86 km² y en el censo de 2001 se registró una población de 63 personas en 29 casas.